# Hermann Betschart
Hermann Betschart, švicarski veslač, * 19. december 1910, † 1950.
Betschart je za Švico nastopil na Poletnih olimpijskih igrah 1936 v Berlinu. Švicarski četverec s krmarjem, v katerem je veslal je takrat osvojil srebrno medaljo, četverec brez krmarja, v katerem je prav tako veslal je osvojil bronasto medaljo, osmerec pa je osvojil šesto mesto.